# Phtheochroides apicana
Phtheochroides apicana är en fjärilsart som beskrevs av Walsingham 1900. Phtheochroides apicana ingår i släktet Phtheochroides och familjen vecklare. Inga underarter finns listade i Catalogue of Life.